# 2019年台灣大賽
2019年中華職棒總冠軍賽又稱2019年臺灣大賽，是中華職棒30年的最後一個系列賽程，在2019年10月12日到10月20日間進行，分別在桃園國際棒球場與台中洲際棒球場進行，由衛冕軍Lamigo桃猿（上半季冠軍，年度第一）與下半季冠軍中信兄弟（下半季冠軍，年度第三）進行七戰四勝制對壘。
這是兩隊第四次在總冠軍賽交手。前三次分別在2014年、2015年及2017年，這一回Lamigo桃猿以4：1又一次擊倒黃衫軍，寫下隊史第一次，也是中職第四支、第五次三連霸之師。

## 晉級過程
| 上半季         | 上半季 | 上半季 | 上半季 | 上半季 | 上半季 | 上半季 |  | 下半季         | 下半季 | 下半季 | 下半季 | 下半季 | 下半季 | 下半季 |
| 球隊名稱       | 出賽   | 勝場   | 敗場   | 和     | 勝率   | 勝差   |  | 球隊名稱       | 出賽   | 勝場   | 敗場   | 和     | 勝率   | 勝差   |
| Lamigo桃猿     | 60     | 35     | 24     | 1      | .593   | －     |  | 中信兄弟       | 60     | 36     | 24     | 0      | .600   | －     |
| 富邦悍將       | 60     | 31     | 27     | 2      | .534   | 3.5    |  | 富邦悍將       | 60     | 32     | 28     | 0      | .533   | 4      |
| 中信兄弟       | 60     | 26     | 32     | 2      | .448   | 8.5    |  | Lamigo桃猿     | 60     | 28     | 31     | 1      | .475   | 7.5    |
| 統一7-ELEVEn獅 | 60     | 25     | 34     | 1      | .424   | 10     |  | 統一7-ELEVEn獅 | 60     | 23     | 36     | 1      | .390   | 12.5   |

| 球隊名稱       | 出賽 | 勝場 | 敗場 | 和 | 勝率 | 勝差 |
| -------------- | ---- | ---- | ---- | -- | ---- | ---- |
| Lamigo桃猿     | 120  | 63   | 55   | 2  | .534 | －   |
| 富邦悍將       | 120  | 63   | 55   | 2  | .534 | －   |
| 中信兄弟       | 120  | 62   | 56   | 2  | .525 | 1    |
| 統一7-ELEVEn獅 | 120  | 48   | 70   | 2  | .407 | 15   |

Lamigo桃猿當年球季初期狀況低迷，一度只有該隊勝率低於五成，隨後Lamigo桃猿戰績追上其他三隊，在上半季剩下20場時，Lamigo桃猿位居上半季戰績領先，但只領先墊底球隊三場勝差，之後Lamigo桃猿拉開勝差，在6月22日點亮魔術數字，在同月25日，Lamigo桃猿在客場贏統一7-ELEVEn獅，同一時間另一個對戰組合為和局，使得該隊取得上半季冠軍；中信兄弟在下半季中期才取得下半季戰績的領先，其中8月1日到8月22日期間的戰績是10勝5敗，之後穩定下半季戰績領先的位置，在9月27日點亮魔術數字，並在10月1日的比賽贏富邦悍將，取得下半季冠軍；由於上述取得半季冠軍之一的Lamigo桃猿也是全年球季戰績第一名，使得今年球季沒有季後挑戰賽，並由上述兩隊進行年度總冠軍賽，而Lamigo桃猿取得在總冠軍賽多一場的主場優勢。

## 背景
這是兩軍第4度在台灣大賽對壘。
2014年，結果Lamigo桃猿以4：1贏得系列賽；2015年後，雖然中信兄弟一度取得3：1的聽牌優勢，不過最終Lamigo桃猿完成大逆轉；2017年，Lamigo桃猿因上下半季都封王，帶著1場保送勝迎接自季後挑戰賽出線的中信兄弟，最終也順利封王。
2018年，Lamigo桃猿在總冠軍賽也是有保送勝，對手變成統一7-ELEVEn獅，該年Lamigo桃猿在一番糾纏後完成衛冕。
Lamigo桃猿在本次台灣大賽結束後就會轉賣給日本樂天株式會社，所以這是該隊在轉賣前的最後之舞。

## 逐場賽況
| 賽程     | G1                           | G2                            | G3                           | G4                            | G5                            | G6                  | G7                  |
| -------- | ---------------------------- | ----------------------------- | ---------------------------- | ----------------------------- | ----------------------------- | ------------------- | ------------------- |
| 比賽結果 | 10/12 桃園 中信 5 : 6 Lamigo | 10/13 桃園 中信 13 : 6 Lamigo | 10/15 洲際 Lamigo 8 : 4 中信 | 10/16 洲際 Lamigo 15 : 8 中信 | 10/17 洲際 Lamigo 20 : 3 中信 | 10/19 桃園 無須進行 | 10/20 桃園 無須進行 |

### 第一場
日期：2019/10/12
| 球隊名稱   | 1 | 2 | 3 | 4 | 5 | 6 | 7 | 8 | 9 | Ｒ | Ｈ | Ｅ |
| ---------- | - | - | - | - | - | - | - | - | - | -- | -- | -- |
| 中信兄弟   | 0 | 2 | 0 | 0 | 0 | 1 | 0 | 0 | 2 | 5  | 8  | 3  |
| Lamigo桃猿 | 0 | 3 | 2 | 0 | 0 | 0 | 0 | 0 | 1 | 6  | 11 | 0  |

勝利投手：王躍霖(1 - 0)
敗戰投手：鄭凱文(0 - 1)
中繼成功：黃子鵬(H,1)
救援成功：無
勝利打點：廖健富
全壘打：王威晨
單場MVP：廖健富
比賽時間：03:47
主審裁判：王俊宏
比賽場地：桃園國際棒球場
觀眾人數：20,010
中信兄弟打線在2局上首開得分紀錄，陳子豪、岳東華連兩棒敲出安打，無人出局攻占二三壘局面，下棒打者張志豪把握住得點圈機會，敲出中右外野方向二壘安打帶有兩分打點，但在跑向三壘時被刺殺出局，兄弟以2比0領先桃猿。
2局下桃猿打線馬上還以顏色，首名打者林泓育安打上壘後、陳俊秀右外野安打帶有打點；下棒打者朱育賢一壘方向滾地球讓林智勝發生守備失誤，桃猿成功追平比分2比2。郭嚴文短打推進將跑者送至二壘，2出局後劉時豪安打一三壘有人，陳晨威二壘方向滾地球兄弟守備失誤，打下超前分桃猿3比2領先。
3局下桃猿打線無人出局林泓育、藍寅倫連兩支安打攻占得點圈，陳俊秀短打護送跑者上二三壘；朱育賢1出局敲出中間方向穿越安打帶有兩分打點。中信兄弟打線自2局之後連續三個半局沒有得分攻勢，5局結束桃猿5比2領先兄弟。
6局上王威晨敲出左外野方向陽春砲追回一分，兄弟以3比5兩分差落後給桃猿；7局上中信兄弟攻勢再起，無人出局攻占一二壘輪到捕手高宇杰，但高宇杰三次短打都點成界外形成1出局、王勝偉三振形成2出局，中信兄弟啟用代打周思齊仍無功而返。
7局下岳東華移防二壘，右外野換上林書逸，紐維拉續投面對桃猿中心棒次無失分；8局上桃猿換上黃子鵬救援，兄弟打線三上三下無失分。8局下兄弟先發紐維拉續投，119球投完8局失5分有3分責失。
9局上中信兄弟最後反攻機會，桃猿換上終結者陳禹勳，首名打者陳子豪就遭到觸身球上壘；中信兄弟換代跑潘志芳接替，面對岳東華投出保送形成一二壘有人。關鍵得點圈攻勢張志豪遭到三振，1出局兄弟換上彭政閔代打，敲出追平安打帶有兩分打點，5比5形成平手。
陳禹勳被敲出安打之後雖三振王勝偉取得兩出局，但保送下一棒林書逸，桃猿教練團喊暫停換投，換上洋投多猛接替後援，面對左打王威晨保送形成滿壘；2出局滿壘桃猿再換上王躍霖度過危機。
9局下中信兄弟換上鄭凱文後援，面對陳晨威被敲出安打，林立犧牲打跑者上二壘；1出局後鄭凱文故意四壞藍寅倫後退場，由終結者李振昌接替。一二壘有人下，李振昌讓林泓育打出游擊滾地球，形成2出局一三壘有人，故意四壞陳俊秀後滿壘，桃猿換上代打廖健富敲出一二壘方向平飛再見安打，桃猿9局下半以6比5贏得勝利。

### 第二場
日期：2019/10/13
| 球隊名稱   | 1  | 2 | 3 | 4 | 5 | 6 | 7 | 8 | 9 | Ｒ | Ｈ | Ｅ |
| ---------- | -- | - | - | - | - | - | - | - | - | -- | -- | -- |
| 中信兄弟   | 10 | 3 | 0 | 0 | 0 | 0 | 0 | 0 | 0 | 13 | 20 | 1  |
| Lamigo桃猿 | 1  | 0 | 0 | 0 | 0 | 3 | 1 | 0 | 1 | 6  | 10 | 1  |

勝利投手：廖乙忠(1 - 0)
敗戰投手：尼克斯(0 - 1)
中繼成功：無
救援成功：無
勝利打點：岳東華
全壘打：張志豪、陳俊秀
單場MVP：張志豪
比賽時間：: 04:01
主審裁判：江春緯
比賽場地：桃園國際棒球場
觀眾人數：18,610
兄弟打線首局靠著張志豪滿貫砲領銜單局狂灌10分大局，2局上兄弟再從第二任投手翁瑋均手中拿下3分，打完前兩局兄弟就已有13分進帳。
桃猿打者在1局下有所反擊，林泓育適時安打替球隊攻下首分，3局下猿隊雖在一出局時攻佔一三壘，但藍寅倫與林泓育未能延續攻勢，猿隊該局無功而返，3局打完兄弟以13比1領先。
6局下兄弟先發廖乙忠續投，首棒打者林立安打上壘，藍寅倫外野飛球出局，林泓育觸身球上壘，猿隊攻佔一二壘，陳俊秀掃出右外野方向三分砲，將比數追成4比13隨後朱育賢飛球出局，郭嚴文擊出二壘後方小飛球，岳東華跳起來接殺出局形成三出局。
7局下，廖乙忠三振郭永維後讓廖健富擊出安打上壘，兄弟換投由陳柏豪接替投球，陳柏豪被林立敲安掉分，猿隊追成5比13，陳柏豪三振林泓育完成投球任務，總計廖乙忠今先發6.1局失掉5分自責分，退場時是勝投候選人。
終場兄弟就以13比6贏球，廖乙忠拿下勝投，成為史上首位自主培訓球員拿下總冠軍勝投的球員，而兩隊打完總冠軍前兩戰後戰成1比1平手，下週二兩隊將移師台中洲際棒球場進行總冠軍戰第三場交手。

### 第三場
日期：2019/10/15
| 球隊名稱   | 1 | 2 | 3 | 4 | 5 | 6 | 7 | 8 | 9 | Ｒ | Ｈ | Ｅ |
| ---------- | - | - | - | - | - | - | - | - | - | -- | -- | -- |
| Lamigo桃猿 | 0 | 7 | 0 | 0 | 1 | 0 | 0 | 0 | 0 | 8  | 10 | 0  |
| 中信兄弟   | 0 | 0 | 0 | 1 | 0 | 1 | 0 | 2 | 0 | 4  | 10 | 1  |

勝利投手：王溢正(1 - 0)
敗戰投手：萊福力(0 - 1)
中繼成功：無
救援成功：王躍霖
勝利打點：朱育賢
全壘打：王勝偉
單場MVP：王溢正
比賽時間：03：17
主審裁判：林金達
比賽場地：臺中洲際棒球場
觀眾人數：11,176
台灣大賽第3戰，今移帥中信兄弟台中主場進行，但洋投萊福擋不住Lamigo桃猿砲火，在2局上單局失7分，儘管王勝偉單場雙響砲，但終場還是以4比8輸球，猿隊在台灣大賽取得2勝1負優勢。猿隊先發左投王溢正，投7.1局，被擊出7支安打，三振7次，拿下勝投，這也是他個人在台灣大賽5連勝，追平前統一獅洋投海克曼保持的中職紀錄。

### 第四場
日期：2019/10/16
| 球隊名稱   | 1 | 2 | 3 | 4 | 5 | 6 | 7 | 8 | 9 | Ｒ | Ｈ | Ｅ |
| ---------- | - | - | - | - | - | - | - | - | - | -- | -- | -- |
| Lamigo桃猿 | 0 | 2 | 2 | 0 | 4 | 0 | 1 | 5 | 1 | 15 | 15 | 0  |
| 中信兄弟   | 0 | 0 | 3 | 0 | 3 | 0 | 2 | 0 | 0 | 8  | 13 | 1  |

勝利投手：陳禹勳(1 - 0)
敗戰投手：楊志龍(0 - 1)
中繼成功：林柏佑、吳丞哲、黃子鵬
救援成功：無
勝利打點：藍寅倫
全壘打：藍寅倫、郭嚴文、張志豪、林立
單場MVP：郭嚴文
比賽時間：04:40
主審裁判：張展榮
比賽場地：臺中洲際棒球場
觀眾人數：16,110

### 第五場
日期：2019/10/17
| 球隊名稱   | 1 | 2 | 3 | 4 | 5 | 6 | 7 | 8 | 9 | Ｒ | Ｈ | Ｅ |
| ---------- | - | - | - | - | - | - | - | - | - | -- | -- | -- |
| Lamigo桃猿 | 9 | 1 | 1 | 4 | 0 | 4 | 0 | 0 | 1 | 20 | 21 | 1  |
| 中信兄弟   | 1 | 0 | 0 | 0 | 0 | 0 | 0 | 0 | 2 | 3  | 8  | 1  |

勝利投手：尼克斯(1 - 1)
敗戰投手：紐維拉(0 - 1)
中繼成功：
救援成功：無
勝利打點：
全壘打：劉時豪、林立、陳俊秀、林承飛
單場MVP：劉時豪
比賽時間：04:07
主審裁判：紀華文
比賽場地：臺中洲際棒球場
觀眾人數：19,353
紐維拉1上完全找不到煞車，僅僅投了0.2局就用了48球（只有22個好球）被打了包含劉時豪滿貫砲在內的4支安打，另外還投出4次保送，2K，總共丟了8分（接手爛攤子的陳柏豪被單局打第2輪的林立再炸1發3分炮），比數變成9：0。值得一提的是，紐維拉打破台灣大賽史上單一投手單局用球數紀錄，原紀錄為1991年統一獅對味全龍第七戰，味全王牌投手黃平洋4局下投了42球。
1下尼克斯開頭也陷入亂流，開頭就是2安和一次保送讓中信兄弟攻佔滿壘，但第4棒林智勝打出雙殺打，讓尼克斯逃過一劫，本場主投6局就只丟這麼1分。
反攻氣勢受到重挫，投手更是提油救火，輸分紀錄一直增多，球迷心中滿腔怒火，比賽過程中場邊更發生中信兄弟球迷在本壘後方的觀眾席鬧事，還驚動警方前來支援。Lamigo持續追加分數，中信兄弟直到9下才再得到2分，最後藍色彩帶順利染藍了左外野，Lamigo完成中職史上第5次3連霸，在轉賣樂天前華麗謝幕。

## 賽後
Lamigo桃猿在球隊轉賣前贏得總冠軍賽的系列賽，球團舉行了封王遊行，有超過一千位球迷參與。

## 外部連結
- 中華職業棒球大聯盟（页面存档备份，存于）
- 2019年台灣大賽在台灣棒球維基館上的頁面（繁體中文）